# Phostria hamiferalis
Phostria hamiferalis là một loài bướm đêm trong họ Crambidae.